# Historicidad de la Ilíada

Mapa de la Tróade (Troas).

Mapa de Grecia según se describe en la Ilíada de Homero.

La extensión de la base histórica de la Ilíada es objeto de un constante debate y descubrimientos recientes han alimentado más discusión a través de varias disciplinas. Los sucesos descritos en la Ilíada de Homero, incluso si están basados en sucesos históricos, nunca serán identificables completamente con hechos históricos o arqueológicos aun si hubo una ciudad en la Edad del Bronce en el lugar hoy llamado Troya y aun si esa ciudad fue destruida por el fuego o la guerra alrededor de la misma época postulada para la Guerra de Troya.
No se ha encontrado ningún texto en el lugar mismo que claramente identifica el sitio de la Edad del Bronce. Esto probablemente es debido al allanamiento de la anterior acrópolis durante la ampliación de la Ilión helenística (Troya VIII), destruyendo las partes que más probablemente contenían los archivos de la ciudad. Un solo sello de un escriba luvita fue encontrado en 1995 en una de las casas del estrato denominado Troya VII-B, probando la presencia de correspondencia escrita en la ciudad.
La creciente comprensión de la geografía del Imperio hitita hace muy probable que el sitio corresponda a la ciudad de Wilusa. Para la mayoría de los investigadores, la identidad de la Ilios homérica con Wilusa ha sido comprobada, aunque algunos arqueólogos aún son contrarios a esta identificación.
Un nombre Wilios o Troya no aparece en ninguno de los registros escritos de sitios micénicos. Los griegos micénicos del siglo XIII a. C. habían colonizado la Grecia continental y Creta, mientras que en Asia Menor habían establecido solamente una cabeza de puente en Mileto (Millawanda). La Wilusa histórica era una de las tierras de Arzawa, en alianza con el Imperio Hitita. Los elementos arquitectónicos, así como la mayoría de la cerámica encontrada, los usos funerarios y el culto a las piedras son similares a los de otras ciudades anatolias de su época. Por tanto las referencias escritas a la ciudad se buscan en la correspondencia hitita más que en los archivos palaciales micénicos.

## Estatus de laIlíada
Aunque se consideraba que Homero había vivido varios siglos después de la guerra de Troya, durante la Antigüedad se consideraba que la historia contada en la Ilíada era histórica, pero ya desde fines de la Antigüedad hasta el siglo XIX la opinión predominante era de que esa historia era pura ficción. 
La Ilíada es un relato de la psicología, la cólera, la venganza y la muerte de héroes individuales que supone un conocimiento general de la guerra de Troya para crear el decorado. También da informaciones sobre las instituciones políticas, la sociedad, la cultura material, la geografía, mitos y costumbres de cronología y procedencias diversas.

## LaIlíadacomo esencialmente histórica
Algunos investigadores, como Forrer en 1924, Page (1959), Huxley (1960) y Wood (1985), indican que las fuentes hititas muestran una serie de coincidencias entre nombres hititas y nombres micénicos que son un indicio de que los hititas estuvieron interrelacionados tanto con Troya como con los aqueos.
Sostienen además que la arqueología señala que la destrucción de Troya VII-a o de Troya VIh podrían coincidir, en parte, con el conflicto bélico cantado por Homero en la Ilíada. Creen que la tradición oral puede haber conservado una cierta memoria, con alteraciones, de acontecimientos históricos.
Un escenario muy diferente ha sido propuesto en 2008 por Raoul Schrott. Según este autor, la base histórica de la Ilíada habrían sido las revueltas de los cilicios contra los asirios de principios de fines del siglo VIII y principios del VII a. C. y propone que la Troya homérica debe identificarse con las ruinas de Karatepe, en la antigua Cilicia, así como que los personajes históricos tales como Ambaris, Ahat-Abisha, Kirua, Sanduarri o Azatiwada habrían sido los modelos para personajes de la Ilíada como Paris, Helena, Héctor o Príamo.

## LaIlíadacomo esencialmente legendaria
Otros autores, como Sommer, en 1932, argumentan, en cambio, que la aparente coincidencia entre los nombre hititas y los homéricos es simplemente casual y que la fiabilidad de la Ilíada como fuente histórica es sumamente escasa.
También es importante comparar los detalles de la historia de la Ilíada con los de la literatura mesopotámica anterior - muy notablemente, la Epopeya de Gilgamesh. Nombres, escenas, e incluso principales partes de la historia, son llamativamente similares.

## LaIlíadacomo parcialmente histórica
En la Ilíada, Homero describe una ciudad y su entorno, presumiblemente en la Edad del Bronce. Esta ciudad estaba cerca del Monte Ida, en el noroeste de Turquía. Tal ciudad existió de hecho, en el promontorio de Hissarlik. Homero describe numerosos aspectos geográficos que coinciden con las ruinas descubiertas por Schliemann, de manera que el escenario descrito por Homero es un escenario real, aunque este hecho no prueba en sí mismo que hubiera una guerra entre aqueos y troyanos, como describe la Ilíada.
Del mismo modo, en las tablillas de Lineal B, aparecen algunos nombres homéricos, incluyendo Héctor y Tros. Estos nombres de los poemas homéricos presumiblemente rememoran, si no necesariamente personas específicas, al menos un tiempo anterior cuando los nombres de la gente no eran los mismos de cuando la épica de Homero fue escrita.
No hay nada inherentemente improbable acerca de una gran batalla o incluso una guerra sobre la ciudad de Troya. Esta área ha sido siempre extremadamente valiosa y fuertemente disputada, ya que está en la boca de los Dardanelos. Estambul, la ciudad al otro extremo de los estrechos que conectan el Mar Egeo y el Mar Negro, ha sido el sitio de muchas confrontaciones por exactamente la misma razón. Sin embargo, no hay una gran cantidad de evidencias positivas en los distintos estratos de Troya, en la colina de Hissarlik, de una destrucción por guerra. Los niveles cronológicamente apropiados, Troya VIh y Troya VII-a, parecen ambos haber sido destruidos por incendios, el primero más probablemente a causa de un terremoto o desastre natural, pero es difícil identificar lo que destruyó al último. Es posible que Troya VIIa fuera destruida en batalla, pero no es seguro.
La Carta de Manapa-Tarhunda menciona luchas en Wilusa, presumiblemente Troya. Los hititólogos deducen del documento que Wilusa fue tomada por un contingente de tropas dirigidas por un tal Pijamaradu, apoyado por los ahhiyawa, y que los hititas tuvieron que intervenir en la lucha. Por el contexto del documento se cree que estas luchas pueden ser datadas en torno al año 1300 a. C., y por ello es difícil hacerlo corresponder con una particular destrucción de un particular nivel de los estratos de Troya.

### Elementos micénicos en la Ilíada
Al margen de la posible historicidad de la guerra de Troya, se ha debatido acerca de las raíces micénicas de la Ilíada. Entre los autores que niegan casi en su totalidad la existencia de elementos del mundo micénico en ella, se encuentra Finley, que defiende que la sociedad descrita por Homero es la que corresponde a los siglos de la Edad Oscura. Otros autores como Morris y De Wees incluso señalan que esta sociedad sería aún de una época posterior, el siglo VIII o el VII a. C. Estos especialistas, además de contrastar las realidades que se conocen por medios arqueológicos del mundo micénico con la Ilíada, se apoyan en argumentos de tipo filológico.
Sin embargo, otros investigadores, como Page y Durante han señalado que existen elementos de raíces micénicas. Entre ellos se encontrarían el escudo como una torre de Áyax, que tiene sentido en el contexto de los escudos representados en el arte de la Edad del Bronce, el casco de colmillos de jabalí, las grebas metálicas, la espada de bronce tachonada con clavos de plata, la armadura de bronce y el carro de guerra.
Otros autores como Joachim Latacz sostienen que también es de procedencia micénica la realidad geográfica que se encuentra en el catálogo de naves. Éste menciona una gran variedad de ciudades, algunas de las cuales, incluyendo Atenas, estaban habitadas tanto en la Edad del Bronce como en tiempo de Homero, y algunas de las cuales, como Pilos, no fueron reconstruidas tras la Edad del Bronce. Esto sugiere que muchos de los nombres de las ciudades eran recordados de un tiempo antiguo, ya que es improbable que Homero hubiera logrado nombrar con éxito una diversa lista de importantes ciudades de la Edad del Bronce que eran, en su tiempo, sólo unos pocos bloques de escombros sobre la superficie, frecuentemente sin siquiera nombres. Alguna evidencia es discutible, sin embargo: hallar el palacio de Esparta de la Edad del Bronce, el hogar tradicional de Menelao, ha sido el reto. Como apoyo a esta historicidad del catálogo de naves se encuentra el hallazgo en 1993 de tablillas micénicas en Tebas. En una de las tablillas se encontraron tres nombres de lugares del entorno de Tebas que aparecen también en el catálogo de naves pero que eran desconocidas por los geógrafos griegos de época clásica.
También se ha señalado que algunos personajes aparecen con una caracterización individualizadora, como los casos de Príamo y Aquiles, que son los únicos que utilizan la espada denominada melié y armas de madera de fresno. Además, los epítetos con los que se caracterizan muchos personajes no se intercambian. Estas particularidades han llevado a algunos autores como Page a sostener que probablemente algunos de los personajes del poema son históricos.
Así, los detalles registrados en la épica homérica parecen ser una mezcla de elementos procedentes de distintas épocas, y separarlos es probable que sea el reto de muchas generaciones futuras de arqueólogos, como ha sido la de muchas otras precedentes.